# Ballismus
Unter Ballismus (griech. βάλλειν (ballein)  „werfen, schleudern“) versteht man eine Erkrankung, die durch die Schädigung des zum extrapyramidal-motorischen System gehörenden Nucleus subthalamicus (oder seiner Bahnen zum Pallidum) hervorgerufen wird. Er wird zu den extrapyramidalen Hyperkinesien  gerechnet.
Ballismus äußert sich durch plötzliche, unwillkürliche und heftige Schleuderbewegungen der Arme und Beine oder von Schulter- und Beckengürtel. Die Bezeichnung „Ballismus“ stammt ursprünglich von der Ähnlichkeit dieser unfreiwilligen Bewegungen mit Wurfbewegungen.
Oft tritt die Erkrankung nur einseitig (dann kontralateral) als Hemiballismus auf. Die Erkrankung nur einer Gliedmaße heißt Monoballismus.